# K-1 PREMIUM 2004 Dynamite!!
K-1 PREMIUM 2004 Dynamite!!（ケイワン プレミアム にせんよん ダイナマイト）は、日本の格闘技イベント「K-1 PREMIUM Dynamite!!」の大会の一つ。2004年12月31日、大阪府大阪市の大阪ドームで開催された。

## 大会概要
K-1ルールで対戦した魔裟斗vs山本“KID”徳郁では、身長・体重共に大きく劣る総合格闘家の山本“KID”徳郁が初回に左フックでダウンを奪ったが、魔裟斗が放った内腿へのローキックが金的攻撃となり試合が中断、再開後ペースを掴んだ魔裟斗がダウンを奪い返して、僅差の判定2-0（28-26.5、28-27.5、28-27 ＊0.5P差はドロー）で魔裟斗が勝利した。
テレビ放送は、TBS・JNN系列で放送され、視聴率が平均視聴率で20.1%、魔裟斗vs山本“KID”徳郁では瞬間最高視聴率31.6％を記録し、民放の同時間帯の番組では初めてNHKの紅白歌合戦の数字を超えた。

## 試合結果
オープニングファイト 総合格闘技ルール 5分2R
○  ザ・プレデター vs.  クリストフ・ミドゥ・"ザ・フェニックス" ×
1R 1:11 ネックロック
第0試合 総合格闘技ルール 3分3R
○  ボビー・オロゴン vs.  シリル・アビディ ×
3R終了 判定3-0
第1試合 総合格闘技特別ルール 5分3R
○  秋山成勲 vs.  フランソワ・"ザ・ホワイトバッファロー"・ボタ ×
1R 1:54 腕ひしぎ十字固め
第2試合 総合格闘技特別ルール 3分3R
○  宇野薫 vs.  チャンデット・ソーパンタレイ ×
2R 0:19 チョークスリーパー
第3試合 総合格闘技ルール 5分3R
○  中尾芳広 vs.  ドン・フライ ×
3R終了 判定3-0
第4試合 K-1ルール 3分3R延長1R
○  レイ・セフォー vs.  ゲーリー・グッドリッジ ×
1R 0:24 TKO（レフェリーストップ：左フック）
第5試合 K-1ルール 3分3R延長1R
○  武蔵 vs.  ショーン・オヘア ×
2R 0:44 KO（左ハイキック）
第6試合 K-1ルール 3分3R延長1R
○  魔裟斗 vs.  山本"KID"徳郁 ×
3R終了 判定2-0（28-26.5、28-27.5、28-27 0.5P差はドロー）
第7試合 総合格闘技ルール 5分3R
○  藤田和之 vs.  カラム・イブラヒム ×
1R 1:07 KO（右フック）
第8試合 K-1&総合格闘技MIXルール 1・3R3分、2・4R5分
△  ボブ・サップ vs.  ジェロム・レ・バンナ △
4R終了 時間切れ
第9試合 総合格闘技特別ルール 10分2R
○  ホイス・グレイシー vs.  曙 ×
1R 2:13 リストロック

## テレビ出演者
リングアナ
- 渡辺いっけい

解説
- 谷川貞治
- 畑山隆則
- 船木誠勝

ゲスト
- 清原和博
- 須藤元気

Dynamite!!キャスター
- 山田優
- 井上和香

メインリポーター
- 田丸麻紀

リポーター
- 水野裕子

実況リポーター
- 初田啓介（TBSアナウンサー）
- 小笠原亘（TBSアナウンサー）
- 駒田健吾（TBSアナウンサー）
- 藤森祥平（TBSアナウンサー）
- 川田亜子（当時・TBSアナウンサー）

ナレーション
- 田子千尋

## テレビ中継スタッフ
- 制作プロデューサー：長尾昇
- 監修：渡邊健一、藤井誠
- 構成：吉村幹彦、河合秀仁、興津豪乃、田中伊知郎
- 資料：井上修
- TM：河野志朗
- <大阪ドーム>
  - TD／SW：中野剛一郎
  - CAM：古田厚、永松良仁
  - VE：辻義之
  - VTR：古川久美子
  - AUD：営野敦史
  - ENG：横井一宏
  - CG：伊藤弘隆
  - バーチャルCG：山口光史
- <本社>
  - TD：衛藤憲明
  - VTR：沢川淳
  - VE：山川啓一
  - AUD：森田和博
  - CG：三品英之
- ブロードキャストデザイン：ケネックジャパン
- 編集：七條健司、高田恒人
- MA：増田仁、新田領
- 音効：太田光則、永田健二、福永真弓
- 音楽：大久保晶文
- TK：水田理佳子、小潟恵子、常藤直子、伊藤佳加
- 技術協力：プロカム、テクノネット、MTプランニング、サークル、タムコ、イメージスタジオイチマルキュウ、ウイッシュ、エス・アイ・エス、エヌ・エス・ティー
- 美術プロデューサー／デザイン：古川雅之
- 美術制作：小美野淳一
- 装置：淵脇臣吉
- 電飾：斉藤幹也
- 協力：FEG、MBS、ベースボール・マガジン社、日本相撲協会
- 宣伝：大下慎太郎
- デスク：金久保紀子
- <本社>
  - 制作進行：菊野浩樹
  - サブD：森山祐治
  - VTR D：飯田晃嘉、飯村幸一、原耕造、岡田浩一、岩田秀彦、高橋功二
  - ENG D：渡辺、小杉康夫
  - WHE-X D：金子大輔
  - 制作進行補：白畑将一
  - AD：飯島玄太郎、坂間豪、碓井美也子、三浦陽介、山崎正幸
- <大阪ドーム>
  - 制作補：斉藤裕之、前原篤、谷口清子、島田ひろみ
  - AD：森田誠、澤本悦郎、坂本真行、芳賀健一郎、柏木学、了戒真里
  - WHE-X D：木村賢次郎
  - 中継ディレクター：阿蘇博、平元克二、井内悦史、浅野直人、丸山憲司、藤原亜希子
  - ディレクター：大崎貴史、田中順士、山本茂人、魚地秀、関口浩太郎、鈴木雅彦
- 統括：恩田巌
- 演出：小掛義之、筧哲一
- 演出・プロデューサー：石井宏昌
- 総合プロデューサー：樋口潮
- 制作：ドリマックス・テレビジョン
- 製作著作：TBS

## テレビゲーム
ディースリー・パブリッシャーより、PlayStation 2向けテレビゲームが発売された。
K-1ルールとROMANEX（総合）ルールの2種類を搭載しており、ラウンド数や試合時間、四点ポジションからの蹴りなど細かなルールの設定も可能となっている。

### 収録選手
K-1 style
- 武蔵
- ピーター・アーツ
- アレクセイ・イグナショフ
- フランシスコ・フィリォ
- ジェロム・レ・バンナ
- 曙
- アーネスト・ホースト
- レイ・セフォー
- 魔裟斗
- 天田ヒロミ
- バタービーン

ROMANEX style
- ボブ・サップ
- ドン・フライ
- ゲーリー・グッドリッジ
- サム・グレコ
- 須藤元気
- 藤田和之
- 高山善廣
- 中邑真輔
- 中西学
- ジョシュ・バーネット